# Вогар (община)
Община Вогар  (исл. Sveitarfélagið Vogar, исландское произношение: [ˈsveiːtarˌfjɛːlaijɪð ˈvɔːɣar̥]) — община на западе Исландии в регионе Вестюрланд. Население общины составляет 1331 человек (2021), а территория 165 км².

## Характеристика
Община Вогар был образована 1 января 2006 года в результате переименования существующей с 1950 года сельской общины Ватнслейсюстрандархреппюр (исл. Vatnsleysustrandarhreppur).
Земли общины Вогар расположены в северо-западной части полуострова Рейкьянес и простираются от побережья Ватнслейсюстрёнд (исл. Vatnsleysuströnd) (расположенного между заливом Стакс-фьорд (исл. Stakksfjörður) на западе и бухтой (исл. Vatnsleysuvík) на востоке) на севере, до предгорий вулканической системы Рейкьянес (исл. Reykjanesfjallgarður) на юге.
На востоке община Вогар граничит с землями общины Хабнарфьярдаркёйпстадир, а на юге с Гриндавикюрбайр. На северо-западе к землям Вогар примыкает небольшая часть общины Рейкьянесбайр.
В общине есть один населённый пункт — город Вогар, а также несколько дачных поселений и отдельных фермерских усадьб. Основное занятие жителей общины — рыболовство, животноводство, туристический сервис.
К территории общины ведут две дороги местного значения Вогавегюр 421 и Ватнслейсюстрандарвегюр 420, а в 3 км к югу проходит дорога регионального значения Рейкьянесбрёйт 41 ведущая от Рейкьявика к международному аэропорту Кеблавик.

## Население
Источник: Mannfjöldi eftir kyni, aldri og sveitarfélögum 1998-2021 (исл.). hagstofa.is. Reykjavík: Hagstofa Íslands [Статистическая служба Исландии]. Дата обращения: 16 октября 2021.